# Neomysis integer
Neomysis integer är en kräftdjursart som först beskrevs av Leach 1815.  Neomysis integer ingår i släktet Neomysis och familjen Mysidae. Arten är reproducerande i Sverige. Inga underarter finns listade i Catalogue of Life.